# 사제순교자

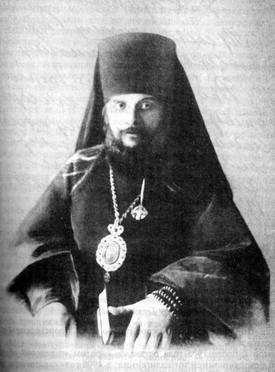
토볼스크의 게르모겐 사제순교자

동방 정교의 전통에서 사제 순교자는 주교나 사제였던 순교자이다. 마찬가지로 사제인 수도사는 수도사제라고 한다.

## 같이 보기
- 새 순교자